# 海因里希·斐迪南 (奧地利-托斯卡納)
奧地利-托斯卡納的海因里希·斐迪南（德語：Heinrich Ferdinand von Österreich-Toskana，1878年2月13日—1969年5月21日），末代托斯卡納大公費迪南多四世的第四子。

## 家庭
1919年，海因里希·斐迪南與瑪麗亞·卡羅琳·盧德斯徹（Maria Karoline Ludescher）結婚，兩人共有2子1女：
1. 海因里希（1908年—1968年）
2. 奧特馬（1910年—1988年）
3. 薇羅妮卡（1912年—2001年）